# Jacob Fox

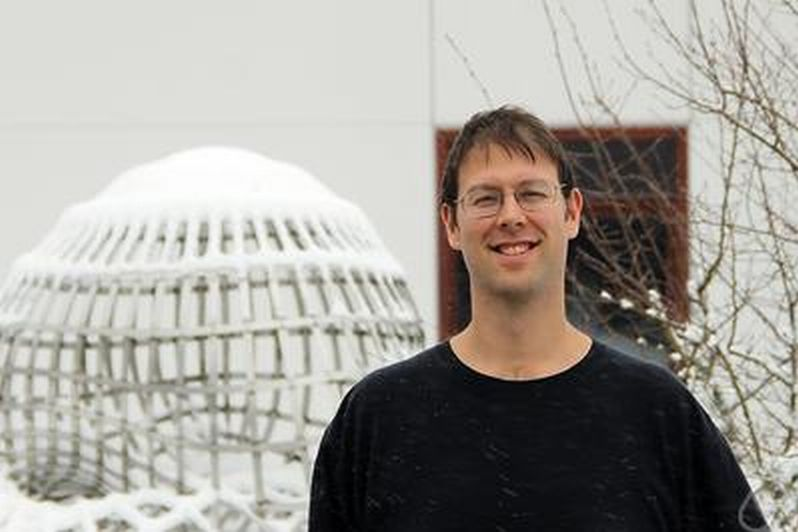
Jacob Fox, Oberwolfach 2016

Jacob Fox (* 7. April 1984 als Jacob Licht) ist ein US-amerikanischer Mathematiker, der sich mit Kombinatorik befasst.

## Leben
Fox, der schon als Schüler Preise gewann, studierte ab 2002 am Massachusetts Institute of Technology (MIT), wo er 2006 den Bachelor-Abschluss erhielt und als Undergraduate 2006 für eine Reihe von Veröffentlichungen den Morgan Prize erhielt, und wurde 2010 an der Princeton University bei Benjamin Sudakov (Benny Sudakov) promoviert (Ramsey Numbers). Er war danach wieder am MIT, an dem er 2010 Assistant Professor und 2014 Associate Professor (mit tenure) wurde, und ist seit 2015 Professor an der Stanford University.
Er befasst sich mit kombinatorischer Zahlentheorie, der Ramsey-Theorie, extremaler Graphentheorie und anderen Bereichen der Graphentheorie, algebraischen und probabilistischen Methoden in der Kombinatorik, kombinatorischer Geometrie und Anwendungen der Kombinatorik in der Informatik. Den Dénes-Kőnig-Preis erhielt er 2010 für seine Fortschritte (teilweise mit Benny Sudakov und David Conlon) zur Bestimmung von Ramsey-Zahlen, einem als besonders schwierig bekanntem Gebiet.
Den Oberwolfach-Preis erhielt er neben seiner Arbeit mit Sudakov über verbesserte Schranken für Hypergraph-Ramseyzahlen, insbesondere für seine Beiträge zum Verständnis von Regularitätssätzen wie dem Regularitätslemma von Endre Szemerédi, das außer in der Graphentheorie viele Anwendungen in der Kombinatorik und Informatik hat und besagt, dass Graphen, die groß genug sind, in Teilgraphen etwa gleicher Größe zerlegt werden können, so dass sich die Kanten zwischen den Teilen fast zufällig verhalten. Eine Folge des Regularitätslemmas ist das „Graph Removal Lemma“: jeder Graph mit n Knoten und höchstens {\displaystyle O(n^{h})} Kopien eines festen Graphen H auf h Kanten kann frei von H gemacht werden durch Entfernen von {\displaystyle O(n^{2})} Kanten. Das Lemma hat Anwendungen in der additiven Kombinatorik, diskreter Geometrie und Informatik. Fox gab einen neuen Beweis des Graph Removal Lemma ohne Verwendung von Szemeredis Regularitätslemma und mit verbesserten quantitativen Abschätzungen.
Außerdem gab er mit David Conlon und Yufei Zhao einen einfachen Beweis einer Verschärfung des relativen Szemeredi-Theorems, das ein wichtiger Bestandteil des Beweises des Satzes von Ben Green und Terence Tao über Primzahlen in beliebig langen arithmetischen Progressionen ist. Das vereinfachte den Beweis des Satzes von Green-Tao und die verwendete Verdichtungs-Technik (Densification) fand auch darüber hinaus Anwendung und wurde von Tao und Tamar Ziegler zum Beweis der Existenz von Primzahlen in polynomialen Folgen verwendet.
Für 2016 erhielt er den Oberwolfach-Preis, 2010 den Dénes-Kőnig-Preis der SIAM. 2012 erhielt er den Edmund F. Kelly Research Award des MIT. 2013 bis 2015 war er „Sloan Fellow“, 2010 bis 2013 MIT „Simons Fellow“ und ab 2013 „Packard Fellow“. 2014 erhielt er einen Career Award der National Science Foundation. 2002 gewann er den zweiten Preis in der Intel Science Talent Search und den ersten Preis auf der International Science and Engineering Fair. Er hielt die Ahlfors Lectures in Harvard und die Marston Morse Lectures am Institute for Advanced Study.
2014 war er „Invited Speaker“ auf dem Internationalen Mathematikerkongress in Seoul (The graph regularity method: variants, applications, and alternative methods).
2010 wurde er Herausgeber des Journal of Graph Theory und 2014 des Journal of Combinatorial Theory A.

## Schriften
- A new proof of the graph removal lemma, Annals of Mathematics, Band 174, 2011, S. 561–579, Arxiv
- mit David Conlon: Graph removal lemmas, Surveys in Combinatorics, 2013, S. 1–50 (Preprint, Arxive, 2012)
- mit B. Sudakov: Density theorems for bipartite graphs and related Ramsey-type results, Combinatorica, Band 29, 2009, S. 153–196, Arxiv
- mit Mikhail Gromov, Vincent Lafforgue, Assaf Naor, Janos Pach: Overlap properties of geometric expanders, Journal für die reine und angewandte Mathematik, Band  671, 2012, S. 49–83, Arxiv
- mit D. Conlon, B. Sudakov: Hypergraph ramsey numbers, Journal of the American Mathematical Society, Band 23, 2010, S. 247–266, Arxiv
- mit B. Sudakov: Dependent random choice, Random Structures & Algorithms, Band 38, 2011, S. 68–99, Arxiv
- mit D. Conlon: Bounds for graph regularity and removal lemmas, Geometric and Functional Analysis, Band 22, 2012, S. 1191–1256, Arxiv
- mit D. Conlon, B. Sudakov: An approximate version of Sidorenko’s conjecture, Geometric and Functional Analysis, Band 20, 2010, S. 1354–1366, Arxiv
- mit D. Conlon, Yufei Zhao: A relative Szemeredi Theorem, Geom. Funct. Anal., Band 25, 2015, S. 733–762, Arxiv
- mit Conlon, Sudakov: Recent developments in Graph Ramsey Theory, 2015, Arxiv